# Drugi ministarski sastanak mediteranskih članica Pokreta nesvrstanih zemalja
Drugi ministarski sastanak mediteranskih članica Pokreta nesvrstanih zemalja održan je 1987. godine na Brijunima u Socijalističkoj Republici Hrvatskoj, tada dijelu SFR Jugoslavije. Sastanak je ograničio mogućnost aktivnog učešća isključivo na onih nekoliko tadašnjih nesvrstanih zemalja koje su se nalazile u široj mediteranskoj regiji i kao takav bio je prvenstveno usmjeren na regionalna pitanja. U vrijeme održavanja sastanka, grupa je uključivala južnomediteranske i levantinske arapske zemlje te samo tri europske nesvrstane zemlje: Maltu, Cipar i SFR Jugoslaviju.
Brijunsko otočje odabrano je kao lokacija na kojoj su se odvijali značajni događaji u povijesti Pokreta nesvrstanih, uključujući sastanak iz 1956. godine između jugoslavenskog predsjednika Josipa Broza Tita, indijskog premijera Jawaharlala Nehrua i egipatskog predsjednika Gamala Abdela Nasera, kao i brojne bilateralne i neformalne susrete predsjednika Tita s osobama kao što su Valentina Tereshkova, Che Guevara, Alberto Moravia, Mario Del Monaco, Sophia Loren, Elizabeth Taylor, Richard Burton i brojni drugi.